# Multivariat analyse
Inden for sandsynlighedsregning og statistik er multivariat analyse et begreb der bruges om metoder til at undersøge flere egenskaber der observeres på samme datagrundlag.
Multivariat analyse inkluderer:
- design af kapacitet (også kendt som kapacitetsbaseret design)
- invers design, hvor enhver variabel kan behandles som en uafhængig variabel
- Analyse af Alternativer, et udvalg af koncepter til at opfylde en kundes behov
- analyse af koncepter i forhold til at ændre scenarier
- identifikation af kritiske design-drivere og korrelation af hierarkisk niveauer

| Matematik | Spire Denne artikel om matematik er en spire som bør udbygges. Du er velkommen til at hjælpe Wikipedia ved at udvide den. |